# Ел Хира
Ал-Хира (арап. الحيرة) је био древни град смештен јужно од Куфе у централном делу данашњег јужног Ирака.

## Историја

### Средњи век
Ал-Хира је град од изузетног значаја за пре-исламску историју Арапа. Али-Хира (четврти-седми век) је била вазал Сасанидског царства које јој је помогло да задржи номадска племена Арапа са југа. За време владавине Лахмида Шапура II (337—358), десети сасанидски цар им је признао права на град.
Град је био средиште хришћанства, био је епархија Цркве Истока од четвртог до једанаестог века. Нарочито је значајан Свети Абдишо (сиријски: ܡܪܝ ܥܒܕܝܫܘܥ‎) који је рођен у Мајсану (сиријски: ܡܝܫܢ‎ Mayšān) и преселио се у Ал-Хиру после учења код Светог Абда. Тамо је постао изузетно поштован када је изградио манастир и почео да живи побожно. Сасанидски цар Бахрам V дошао је на престо уз помоћ ел-Мундира I ибн ел Нумана господара Ал-Хира 420 године. Он је био задивљен и показао је велико поштовање када је наишао на свеца у близини села Бет Арби на своме путу назад из царског похода на Селеукија-Ктесифонт (данас Ал-Мадаин) (сиријски: ܣܠܝܩ ܩܬܝܣܦܘܢ‎ Salīq-Qṭēspōn).
Током 527. године Ал-Хиру су опседали Гасаниди, јер су византијци спонзорисали арапске државе у Сирији и Палестини. Ове две силе биле су заузете совојим дугорочним комфликтом у коме су учествовале као заступници (заштитници) својих вазала.
Године 531. Сасаниди су победили византијског генерала Велизара у бици код Калиника јужно од Едесе (данас југоисточна Турска) уз помоћ Ал-Хире. Затим је 602. Године Хозроје II свргнуо ел Нумана III ел Мундира и анектирао Ал-Хиру. До муслиманско освајање Персије дошло је у 7. веку.

### Ширење ислама
Након битке код Хире, град је заузела војска Рашидунског калифата којом је командовао Халид ибн ел Валид маја 633. године.